# Canoë-kayak aux Jeux olympiques d'été de 1988
Navigation
Los Angeles 1984 Barcelone 1992
Résultats des épreuves de Canoë-kayak aux Jeux olympiques d'été de 1988 à Séoul.

## Tableau des médailles pour le canoë-kayak
| Rang | Nation             | Or | Argent | Bronze | Total |
| ---- | ------------------ | -- | ------ | ------ | ----- |
| 1    | Allemagne de l'Est | 3  | 4      | 2      | 9     |
| 2    | Union soviétique   | 3  | 3      | 0      | 6     |
| 3    | Hongrie            | 2  | 1      | 1      | 4     |
| 4    | États-Unis         | 2  | 0      | 0      | 2     |
| 5    | Bulgarie           | 1  | 1      | 3      | 5     |
| 6    | Nouvelle-Zélande   | 1  | 1      | 1      | 3     |
| 7    | Pologne            | 0  | 1      | 2      | 3     |
| 8    | Australie          | 0  | 1      | 1      | 2     |
| 9    | France             | 0  | 0      | 1      | 1     |
| 9    | Pays-Bas           | 0  | 0      | 1      | 1     |

## Podiums

### Course en ligne
| Épreuves     | Or                                                              | Argent                                                                          | Bronze                                                                         |
| Hommes       |                                                                 |                                                                                 |                                                                                |
| K-1 - 500 m  | Zsolt Gyulay (HUN)                                              | Andreas Stähle (GDR)                                                            | Paul MacDonald (NZL)                                                           |
| K-1 - 1000 m | Greg Barton (USA)                                               | Grant Davies (AUS)                                                              | André Wohllebe (GDR)                                                           |
| K-2 - 500 m  | Nouvelle-Zélande Ian Ferguson Paul MacDonald                    | Union soviétique Igor Nagaev Victor Denisov                                     | Hongrie Attila Ábrahám Ferenc Csipes                                           |
| K-2 - 1000 m | États-Unis Greg Barton Norman Bellingham                        | Nouvelle-Zélande Ian Ferguson Paul MacDonald                                    | Australie Peter Foster Kelvin Graham                                           |
| K-4 - 1000 m | Hongrie Zsolt Gyulay Ferenc Csipes Sándor Hódosi Attila Ábrahám | Union soviétique Aleksandr Motuzenko Sergei Kirsanov Igor Nagaev Victor Denisov | Allemagne de l'Est Kay Bluhm André Wohllebe Andreas Stähle Hans-Jörg Bliesener |
| C-1 - 500 m  | Olaf Heukrodt (GDR)                                             | Mikhail Slivinsky (URS)                                                         | Martin Marinov (BUL)                                                           |
| C-1 - 1000 m | Ivans Klementyev (URS)                                          | Jörg Schmidt (GDR)                                                              | Nikolay Bukhalov (BUL)                                                         |
| C-2 - 500 m  | Union soviétique Viktor Reneysky Nicolae Juravschi              | Pologne Marek Dopierała Marek Łbik                                              | France Philippe Renaud Joël Bettin                                             |
| C-2 - 1000 m | Union soviétique Viktor Reneysky Nicolae Juravschi              | Allemagne de l'Est Olaf Heukrodt Ingo Spelly                                    | Pologne Marek Dopierała Marek Łbik                                             |

| Épreuves    | Or                                                                            | Argent                                                   | Bronze                                                                  |
| Femmes      |                                                                               |                                                          |                                                                         |
| K-1 - 500 m | Vanja Gesheva (BUL)                                                           | Birgit Schmidt (GDR)                                     | Izabela Dylewska (POL)                                                  |
| K-2 - 500 m | Allemagne de l'Est Birgit Schmidt Anke Nothnagel                              | Bulgarie Vanja Gesheva Diana Paliiska                    | Pays-Bas Annemiek Derckx Anna Wood                                      |
| K-4 - 500 m | Allemagne de l'Est Birgit Schmidt Anke Nothnagel Ramona Portwich Heike Singer | Hongrie Erika Géczi Erika Mészáros Éva Rakusz Rita Köbán | Bulgarie Vanja Gesheva Diana Paliiska Ogniana Petkova Borislava Ivanova |